# Sitio de León (1368)
El Sitio de León de 1368 fue un exitoso asedio de esta localidad española por parte del pretendiente Enrique II de Castilla, en el transcurso de la primera guerra civil castellana.

## Historia
En 1367, Enrique de Trastámara, estrepitosamente derrotado en la Batalla de Nájera, entró de nuevo en la península al frente de un ejército, tomando Burgos. Tras apoderarse de la villa de Dueñas y su castillo, a mediados de enero de 1368, el bastardo de Trastámara se encaminó hacia la ciudad de León, otra de las capitales del reino. Los leoneses, que habían permanecido leales al rey don Pedro y recibido mercedes por ello, presentaron una fuerte resistencia durante varios meses, hasta que los sitiadores lograron apoderarse del convento de Santo Domingo, próximo a la muralla, y colocar allí una bastida. Ante la imposibilidad de la defensa, la ciudad decidió rendirse y pasó a militar decididamente por la causa de don Enrique, que se atrajo a la población con amplias mercedes, ampliadas con sus visitas a la capital leonesa en 1372, 1375 y 1379.